# 谷山尚未
谷山 尚未（たにやま なおみ、1984年3月20日 - ）は、日本のスタントマン、スタントコーディネーター、モーションアクター。

## 来歴
1984年生まれ、兵庫県出身。2012年和術彗舟會HEARTSから女子格闘技｢DEEP JEWELS(ディープジュエルス)｣に出場。元格闘技選手である。
2007年2月22日～2022年3月31日まで、株式会社クアックラックの代表取締役を務めていた。主にスタントコーディネーター、モーションアクターとしてとして活動している。

## 主な参加作品

### 映画
- 「ネガティブハッピー・チェーンソーエッヂ」(2008)  - スタント
- 「鎧 サムライゾンビ」(2009)  - 出演
- 「「非女子図鑑」魁!!みっちゃん」(2009)  - スタント
- 「パズル」(2014) - スタント
- 「スペース・スクワッド　ギャバンVSデカレンジャー」(2017) - デカピンク役 - スーツアクター
- 「犬鳴村」(2020) - スタントコーディネート補佐
- 「牛首村」(2022) - スタントコーディネート
- 「山女」(2023) - スタントコーディネート
- 「SAND LAND」(2023) - モーションキャプチャー

### テレビ
- 「時空警察ヴェッカーシグナ」(2007) - スーツアクター
- 「ハニー・トラップ」(2013)  - スタント
- 「牙狼＜GARO＞‐魔戒ノ花‐」(2014) - スタント
- TVアニメ「テスラノート」(2021) - モーションアクター
- 「いちげき」(2023) - スタントコーディネート補佐

### ゲーム　(モーションキャプチャー)
- 「ラストランカー」(2010年７月15日)

- 「ドラゴンクエストX」(2012年8月２日)

- 「テイルズ オブ ルミナリア」(2021年11月3日)
- 「Xenoblade3」(2022年7月29日)
- 「ヴァルキリーエリュシオン」(2022年9月23日)
- 「Fire Emblem Engage」(2023年1月20日)
- 「ゼルダの伝説 ティアーズ オブ ザ キングダム」(2023年5月12日)
- 「Xenoblade3 (ゼノブレイド3) 新たなる未来」(2023年4月26日)ナエル役

### 舞台
- 「ロボ・ロボ」(2021) - レコーダー 役
- 明治座創業150周年記念前月祭「大逆転！大江戸桜誉賑」(2023) - 殺陣指導補佐